# Daisuke Igarashi
 (mars 2025).
 (mars 2025).
Si vous disposez d'ouvrages ou d'articles de référence ou si vous connaissez des sites web de qualité traitant du thème abordé ici, merci de compléter l'article en donnant les références utiles à sa vérifiabilité et en les liant à la section « Notes et références ».
Daisuke Igarashi ((五十嵐 大介, Igarashi Daisuke, né le 2 Avril 1969) est un mangaka japonais. Actif depuis les années 1990, il est connu pour ses représentations très détaillées de la nature combinée avec des thèmes spirituels ou surréalistes. Ses mangas tels que Witches et Les Enfants de la Mer ont été acclamés par la critique et traduits dans plusieurs langues.

## Biographie
Igarashi est né à Saitama, dans la banlieue de Tokyo. Lorsqu'il était enfant, il passait la plupart de son temps dans les bois de Tsuki-jō où se trouvent des arbres vieux de plusieurs centaines d'années. Il a commencé à dessiner en raison de la beauté de ces arbres qu'il voulait dépeindre. Il est diplômé de l'Université des beaux-arts de Tama où il a étudié la peinture à l'huile à partir de 1989. Il a été un camarade de classe avec le mangaka Hiroaki Samura, mais les deux se sont réellement rencontrés lorsqu'ils travaillait pour le même magazine de mangas. Après son diplôme, il a voyagé à travers le Japon et dessiné des paysages qu'il a pu voir.
En 1993, Igarashi a remporté le prix du nouveau talent Afternoon Shiki Shō (« Afternoon Seasons Prize ») du magazine de manga avec la nouvelle Ohayashi ga kikoeru hi (« Un jour où l'on entend la musique du festival ») dont l'histoire se déroule dans le sanctuaire de Tsuki-jō. Sa publication dans le numéro de février 1994 a marqué ses débuts en tant que mangaka professionnel. Auparavant, il avait soumis ce manga au magazine de shōjo LaLa, mais les éditeurs l'avaient rejeté en raison de l'absence de romance dans l'histoire et lui avaient conseillé de l'envoyer à un magazine de seinen. Ohayashi ga kikoeru hi est ainsi devenu le premier chapitre de la série Hanashippanashi, une collection d'histoires courtes. Il avait choisi ce format pour expérimenter différents styles et thèmes au début de sa carrière. Hanashippanashi a été sérialisé dans Afternoon jusqu'en 1996. Au cours des six années suivantes, il n'a publié que quelques histoires courtes, qui ont été regroupées dans le recueil Sora Tobi Tamashii en 2002.
Sa carrière a véritablement décollé en 2002 lorsqu'il s'est fait un nom avec la série Petite Forêt qu'il a publiée dans Afternoon de 2002 à 2005 et qui était inspirée de sa propre expérience de vie en autarcie. Igarashi a vécu trois ans à la campagne, dans la préfecture d'Iwate, où il travaillait dans les rizières. Ses éditeurs lui ont alors proposé de créer un manga sur son mode de vie. La série a été adaptée en deux films live-action au Japon en 2014 et 2015, puis en un autre film live-action en Corée du Sud en 2018.
En 2003, il a commencé à travailler pour d'autres éditeurs que Kodansha. Dans Ikki, le nouveau magazine de manga de Shogakukan à l'époque, il a publié la série Witches jusqu'en 2004. De 2006 à 2011, il a dessiné Les Enfants de la Mer pour le même magazine. Ces deux œuvres ont reçu des prix, et Les Enfants de la Mer a été adapté en film d'animation en 2019 par le studio 4°C. Sous le label Ikki Comics de Shogakukan, il a publié en 2010 la série en deux volumes Saru, en collaboration avec le romancier Kōtarō Isaka, qui publiait simultanément le roman SOS no Saru. Les deux oeuvres se faisaient mutuellement référence.
Il a également réalisé des œuvres plus courtes pour d'autres éditeurs que Kodansha et Shogakukan. En 2005, le dessinateur de bande dessinée français Frédéric Boilet l'a invité à créer une courte histoire sur la préfecture d'Iwate ainsi qu'à illustrer la couverture de l'anthologie franco-japonaise Japan: As Viewed by 17 Creators. Igarashi a aussi publié des histoires courtes dans le magazine de manga alternatif Manga Erotics F, le magazine lifestyle Brutus et le magazine de manga Jump X de Shūeisha.
Il est retourné chez Kodansha en 2015, où il a publié la série Designs dans Afternoon jusqu'en 2019. Depuis 2022, il travaille sur Kamakura Bake Neko Club, son premier manga sérialisé dans un magazine destiné au public féminin, le magazine josei Be Love.

## Style et influences

### Thèmes
Igarashi cherche à montrer la beauté des différents aspects de la nature dans son travail. Avec Les Enfants de la Mer, il s’est concentré sur la profondeur et la grandeur de la mer : « Son mouvement, ses sons, tout en elle vous attire. Ce sont ces choses-là qui m’ont captivé. » En grandissant, il ne vivait pas près de la mer, et son inspiration venait surtout de ses vacances à Okinawa. Après avoir commencé à travailler sur le manga, il a lui-même déménagé des montagnes au bord de la mer. Il est connu pour dessiner les plantes et les animaux avec un grand réalisme, ainsi que pour ses doubles pages "maximalistes" représentant des paysages panoramiques.
Beaucoup de ses œuvres abordent des thèmes spirituels et folkloriques. Pour Witches, il a mené des recherches sur les festivals japonais qui présentent des similitudes à travers tout le pays, ainsi que sur une mythologie commune à différentes cultures du monde. Il explique : « Peut-être qu’il y a très longtemps, une sorte de communauté partageait une même façon de penser, à travers le monde. » Saru est une adaptation libre du roman classique chinois La Pérégrination vers l'Ouest.
La plupart des personnages humains qu'il dessine ont un style simple et esquissé afin de les différencier des décors détaillés et des représentations de la nature. Il a affirmé qu’il s’intéressait beaucoup moins à la représentation des humains qu’à celle de la nature. La majorité de ses protagonistes sont des filles ou des femmes. Il explique que la féminité est liée à la nature et que dessiner des personnages féminins mignons donne à son œuvre un attrait plus large. Dans Witches, il s’inspire de la mythologie et des contes de fées autour de la féminité pour représenter différentes femmes ostracisées ou exclues de la société par le patriarcat.

### Processus de dessin
Contrairement aux normes de l’industrie du manga, Igarashi travaille sans assistants. Après avoir réalisé un croquis au crayon, il commence l’encrage avec un maru pen et ajoute des détails avec un stylo à bille. Il dessine souvent les paysages directement au stylo à bille, sans croquis préalable. Il utilise un pinceau-feutre pour les onomatopées. Enfin, il applique des trames, dans lesquels il gratte des effets lumineux ou les utilise pour mettre en avant le point focal d’un dessin.

### Influences
Il cite Hinako Sugiura comme sa mangaka préférée et lisait beaucoup Akira Toriyama et Rumiko Takahashi. Le film Mon voisin Totoro de Hayao Miyazaki a été une influence déterminante dans son choix de devenir mangaka : « Totoro m’a fait comprendre que c’était tout à fait acceptable de me consacrer entièrement au dessin de mangas sur des choses comme… une eau claire, légèrement froide. » Il copiait souvent les dessins de Yasuhiko Yoshikazu. Au lycée, il lisait beaucoup de shōjo mangas, notamment Taku Tsumugi, Megumi Wakatsuki, Minako Narita et Izumi Kawahara. Il a également exprimé son admiration pour Fumiko Takano et le manga Nausicaä de la vallée du vent de Miyazaki dans plusieurs interviews. Son style a souvent été comparé aux films de Hayao Miyazaki.

## Réception
/